# Francesco Ingrao
Francesco Calogero Ingrao (Grotte, 28 gennaio 1843 – Lenola, 22 aprile 1918) è stato un politico italiano di ispirazione liberale.

## Biografia
Figlio di Giuseppe Ingrao e di Venera Picone, venne battezzato nella città natia il 7 marzo 1843.
Garibaldino, nel 1866 combatté con Garibaldi e nel 1868, in contatto con Mazzini, organizzò nel paese dove nacque una rivolta di carattere repubblicano. In seguito, lasciata la Sicilia, si stabilì a Lenola, dove ricoprì per molti anni la carica di sindaco.
Inizialmente convinto, come confessava in una lettera, che «la sola carabina era il mezzo per passare dalle istituzioni monarchiche alla Repubblica», aveva poi accettato la strada della competizione politica legale, come testimonia la sua stesura del libro La bandiera degli elettori italiani (1876). Negli ultimi anni della sua vita ebbe una svolta conservatrice: nel 1887 auspicò per l'Italia una politica colonialista e anni dopo dedicò parole di grande apprezzamento a Umberto I, appena ucciso nell'attentato di Bresci.
Fu nonno di Pietro Ingrao, storico esponente del Partito Comunista Italiano e Presidente della Camera dei deputati.